# Однополые браки в ЮАР
Однополые браки были узаконены в ЮАР 30 ноября 2006 года, когда вступил в силу соответствующий закон, принятый парламентом ранее в том же месяце. Таким образом, ЮАР стала пятой страной в мире и первой на Африканском континенте, совершившей подобный шаг.

## История вопроса

Свадьба однополой пары в ЮАР в городе Лангебан

Закон о незарегистрированном сожительстве был принят в 1999 году. В том же году законодательно получили иммиграционные права партнёры-иностранцы граждан ЮАР, в 2002 году было разрешено усыновление однополыми парами, а в 2003 году однополым парам были предоставлены те же налоговые и финансовые права, что и разнополым.
14 ноября 2006 года Национальная ассамблея одобрила законопроект о гражданских союзах (англ. Civil Union Bill), который даёт право однополым и разнополым парам узаконить свои отношения в форме брака или гражданского партнёрства. Национальный совет провинций утвердил законопроект 28 ноября. Он был подписан вице-президентом ЮАР Фумзиле Мламбо-Нгкукой 29 ноября 2006 года и вступил в силу на следующий день. Этот акт был принят в результате решения Конституционного суда по делу Министр внутренних дел против Фоури, в котором было постановлено, что это неконституционно предоставлять брак разнополым парам, в то же время отказывая однополым.